# Zomadre Kore

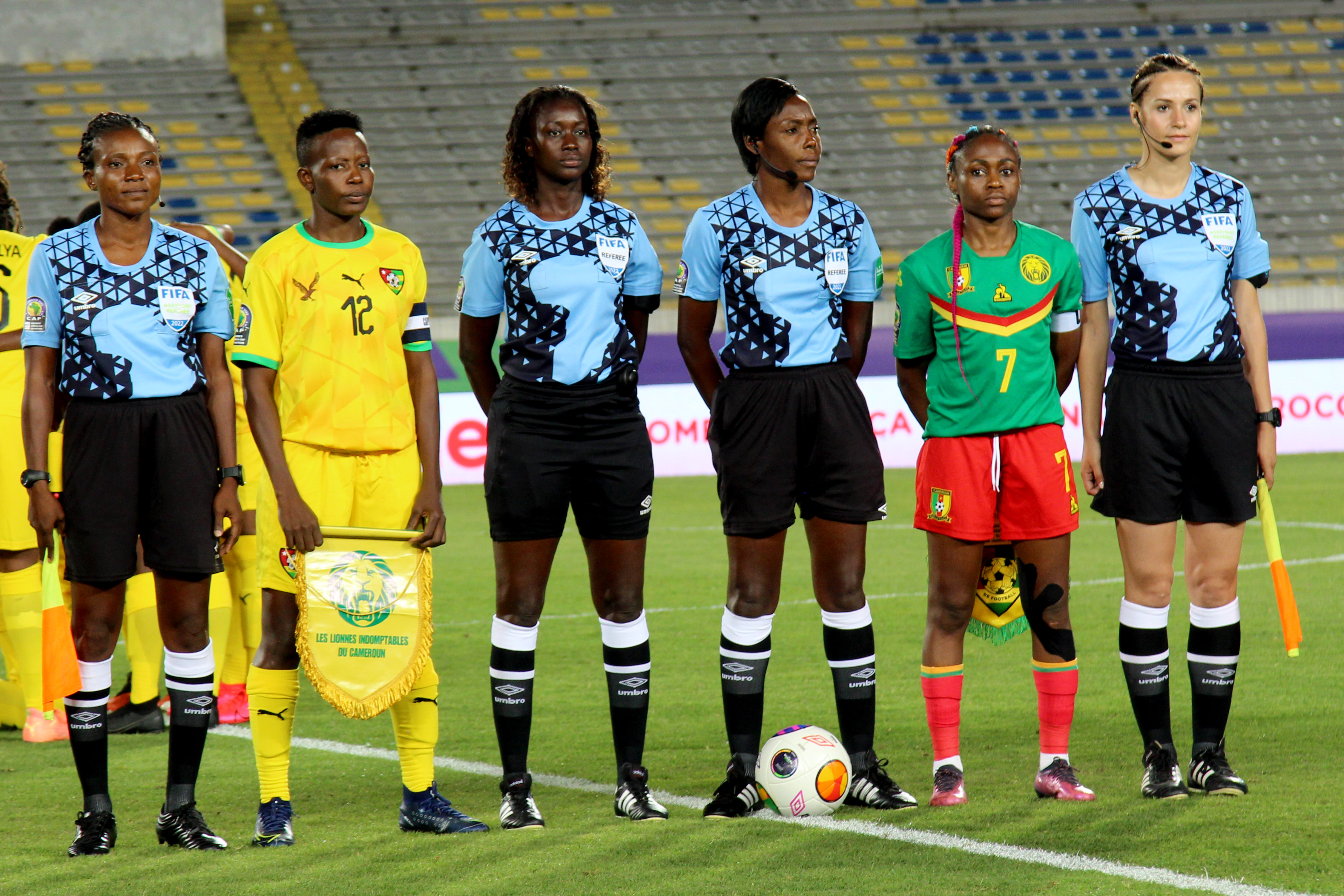
Mame Faye (dritte von rechts)

Zomadre Sonia Kore (* 24. Dezember 1986) ist eine ivorische Fußballschiedsrichterin.
Seit 2013 steht sie auf der FIFA-Liste und leitet internationale Fußballspiele.
Beim Afrika-Cup 2022 in Marokko leitete sie ein Spiel in der Gruppenphase.